# Империал Ейдж
Империал Ейдж (на английски: Imperial Age) е руска симфонична метъл група, създадена през 2012 г. в Москва от Александър Осипов – Аор и Джейн Одинцова – Корн. Групата постига световна слава след няколко турнета и общи концерти с групи като „Терион“ и „Аркона“.

## История
Първият албум, озаглавен Turn the Sun Off! е издаден на 22 декември 2012 г. Групата по това време се състои от Александър Осипов (вокал) и Джейн Одинцова (беквокал, клавир). В записите участват и музиканти от други руски групи като Arkona и Epidemia. Албумът получава предимно положителни отзиви. През 2013 г. групата завършва турне като хедлайнери от Русия, както и подгряваща група на Epica, Paradise Lost, Finntroll и Oomph!.
През 2014 г. Александър Осипов и Джейн Одинцова пътуват до Тибет и там продуцират музикален видеоклип към песента Aryavarta. Същата година групата отново обикаля Русия, както като хедлайнери, така и като подкрепа за Таря Турунен, The 69 Eyes, Tristania и Therion. По време на представление в Санкт Петербург, Кристофер Джонсон от Терион харесва императорската епоха. Впечатлен от изпълнението на групата на живо, той им предлага да издадат бъдещите си албуми чрез неговия музикален лейбъл и да подкрепят Therion в европейско турне.
На 1 януари 2016 г. групата издава EP, наречено Warrior Race. Творбата съдържа три нови песни, пет наскоро записани песни от първия албум и кавър версия на песента Therion To Mega Therion, от която Джонсън е ентусиазиран. На турнето се присъединява към тях Александра Сидорова като нова певица.
През януари и февруари 2016 г. последва европейско турне с 21 концерта в 13 страни като подгряващи на Therion. След турнето Александра Сидорова напуска групата по лични причини и е заменена от сопраното Анна „KiaRa“ Мойсеева .
Друго турне последва в 11 европейски страни през ноември 2016 г., този път като откриващи за Orphaned Land. В края на турнето групата свири два заглавни концерта в Манчестър и Сарагоса.
Вторият албум The Legacy of Atlantis се появява на 1 февруари 2018 г. Това е метална опера с различни герои, където окултна история за магьосник от Атлантида разказва, че в се преражда в средновековна Италия. Джейн Одинцова се справя без клавиатурата и се съсредоточава върху вокала; ролята на кардинал Григорий поема Томас Викстрьом (Терион). Нале Пахълсон и Кристиан Видал (Therion), както и камерен хор на Московската консерватория също участват в записите. Мастерингът е направен от Сергей Лазар от групата Arkona.
След като бяха открити нови членове на групата с Павел Маряшин (китара), Дмитрий „Белф“ Сафронов (бас) и Макс Талион (барабани), групата започна отново най-обширното си турне от над 50 концерта из Европа от януари до април 2018 г. с Терион. Запис на живо от концерта във Вроцлав на 16 март 2018 г. беше пуснат през 2019 г. под заглавието Live In Wrocław.
След турне в Русия през ноември и декември 2018 г. последва европейско турне от януари до март 2019 г. На 20 декември 2019 г. официалният музикален видеоклип към песента е The Legacy of Atlantis.
На 20 март 2020 г. групата обявява на официалната си страница във Facebook, че турнето във Великобритания, планирано за април 2020 г., е отложено за септември 2020 г. поради пандемията COVID-19. За да се преодолее времето за изчакване на групата на 25 април 2020 г. в Москва се провежда тричасов концерт без публика, който от няколко интернет портала е излъчен на живо. На изпълнението групата свири и две неиздадени песни. Концертът е записан и издаден на 23 октомври 2020 г. като DVD и двоен компактдиск, озаглавен Live on Earth – The Online Lockdown Concert .
На 9 април 2021 г. е пусната кавър версия на песента на Powerwolf Demons Are a с Girl's Best Friend заедно с музикален видеоклип.

## Музикален стил
Музиката на Imperial Age може да бъде отнесена към симфоничен метъл, но също така съдържа елементи на спийд и пауър метъл. Групата смята, че „Текстовете са също толкова важни, колкото и музиката. Не става въпрос за съвременни империи, вместо това става въпрос за големите цивилизации, които предшестват тази, в която сега живеем.”

## В България
Метални криле откриват концерта на групата  в София на 15-и март 2019 г., която започва силно за тях. През март групата се присъединява като специален гост на турнето на руснаците. 

## Любопитни факти
На 3 август 2020 г. певицата Анна Моисеева издава първия си самостоятелен албум, озаглавен Storyteller под името „KiaRa“.
Официалният музикален видеоклип към песента The Legacy of Atlantis достигна два милиона гледания на видео портала YouTube през март 2021 г.

## Членове на групата

### Настоящи членове
- Александър „Аор“ Осипов – вокал, тенор
- Джейн „Царевица“ Одинцова – вокал, мецосопран
- Анна „Киара“ Моисеева – вокал, сопран
- Макс Талион  – барабани
- Пол „Vredes“ Маряшин – китари
- Дмитрий „Белф“ Сафронов – бас, беквокал

|  | Тази страница частично или изцяло представлява превод на страницата Imperial Age в Уикипедия на английски. Оригиналният текст, както и този превод, са защитени от Лиценза „Криейтив Комънс – Признание – Споделяне на споделеното“, а за съдържание, създадено преди юни 2009 година – от Лиценза за свободна документация на ГНУ. Прегледайте историята на редакциите на оригиналната страница, както и на преводната страница, за да видите списъка на съавторите. ВАЖНО: Този шаблон се отнася единствено до авторските права върху съдържанието на статията. Добавянето му не отменя изискването да се посочват конкретни източници на твърденията, които да бъдат благонадеждни. |

## Дискография

### Студийни албуми
- Turn the Sun Off! (албум) (2012)
- Warrior Race (Ел Пи) (2016)
- The Legacy of Atlantis (албум) (2018)
- Live in Wrocław (на живо) (2019)
- Live on Earth – The Online Lockdown Concert (на живо) (2020)
- Live on Earth: The Online Lockdown Concert (DVD & Double CD, 2020)
- Demons Are a Girl's Best Friend (сингъл, 2021) (кавър версия на Powerwolf)
- The Way is the Aim (сингъл, 2022)
- Legend of the Free (сингъл, 2022)
- New World (2022)
- Live New World (2022)
- Songs Of Power (2022)

### Музикални видеоклипове
- Anthem of Valour (2013)
- Aryavarta (2015)
- The Legacy of Atlantis (2019)
- Demons Are a Girl’s Best Friend (2021) (Powerwolf-Coverversion) (кавър версия на Powerwolf)

### Видео албуми
- Live on Earth – The Online Lockdown Concert (2020) (на живо, DVD)